# Getulina
Getulina este un oraș în São Paulo (SP), Brazilia.